# Renaldinho World Player 2020
El Renaldinho World Player 2020 es la undécima edición del Renaldinho World Player entregado por la página web www.renaldinhos.com al jugador cuyo rendimiento o comportamiento durante el año en un equipo de La Liga, por el motivo que fuere, no haya estado a la altura de las expectativas de los aficionados a sus equipos. 
El 14 de diciembre se publicará la lista de los 40 jugadores que optan a ganar el Renaldinho World Player. A través de una encuesta del sitio web www.renaldinhos.com la gente escogerá al ganador, que se dará a conocer el 28 de diciembre de 2020.
| Predecesor: 2019 | Renaldinho World Player 2020 | Sucesor: 2021 |

- Datos: Q85876942